# Niort-de-Sault
Niort-de-Sault är en kommun i departementet Aude i regionen Occitanien  i södra Frankrike. Kommunen ligger  i kantonen Belcaire som ligger i arrondissementet Limoux. År 2022 hade Niort-de-Sault 36 invånare.

## Befolkningsutveckling
Antalet invånare i kommunen Niort-de-Sault
Referens: INSEE